# مايدر أوندا
مايدر أوندا (بالإسبانية: Maider Unda)‏ هي مصارعة حرة إسبانية متقاعدة. ولدت في 2 يوليو 1977 في فيتوريا، إسبانيا

## روابط خارجية
- مايدر أوندا على موقع قاعدة بيانات المصارعة الدولية (الإنجليزية)
- مايدر أوندا على موقع أوليمبيديا (الإنجليزية)